# Genesis GV60
Genesis GV60 – elektryczny samochód osobowy typu crossover klasy kompaktowej produkowany pod południowokoreańską marką Genesis od 2021 roku.

## Historia i opis modelu

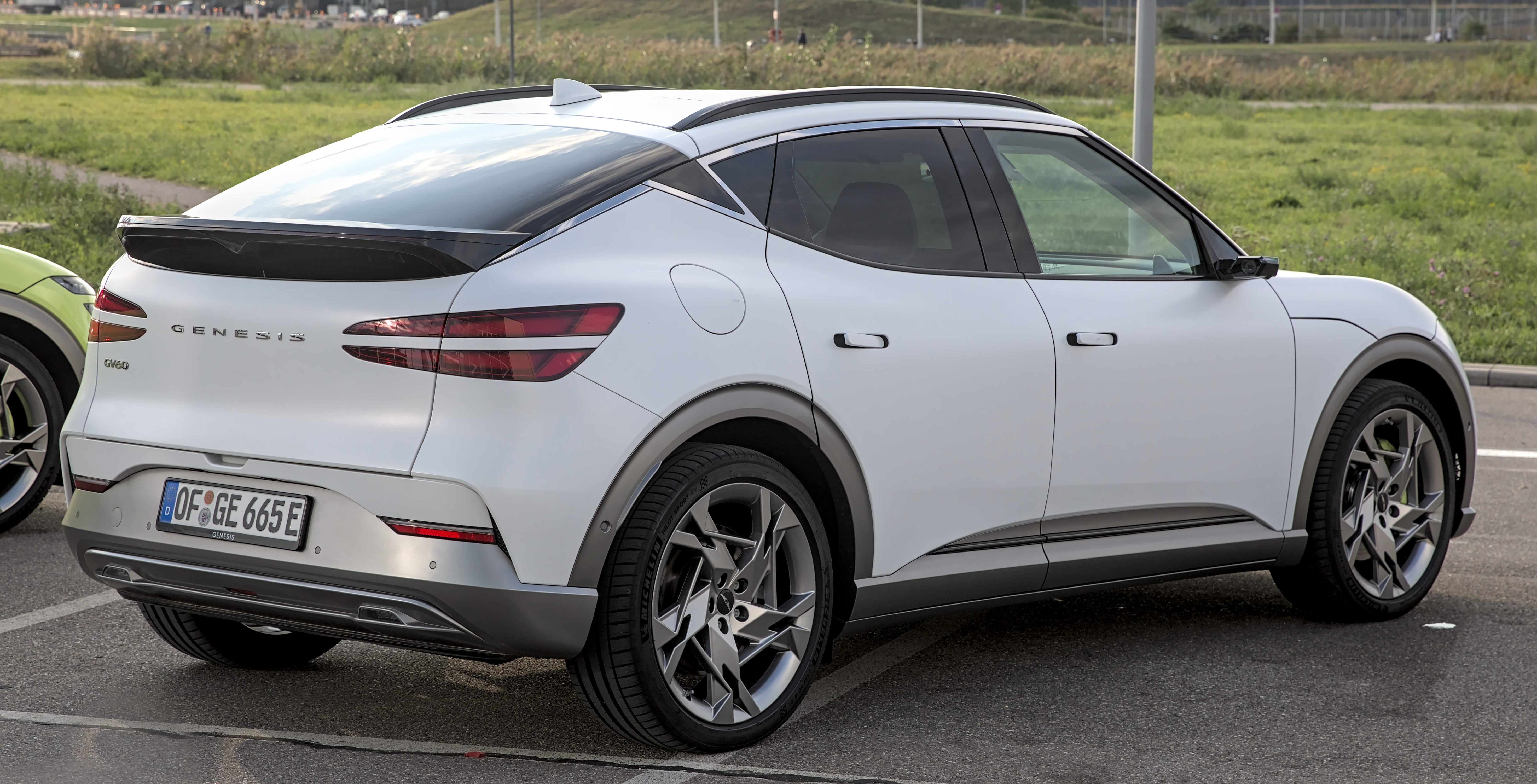
Genesis GV60 – tył

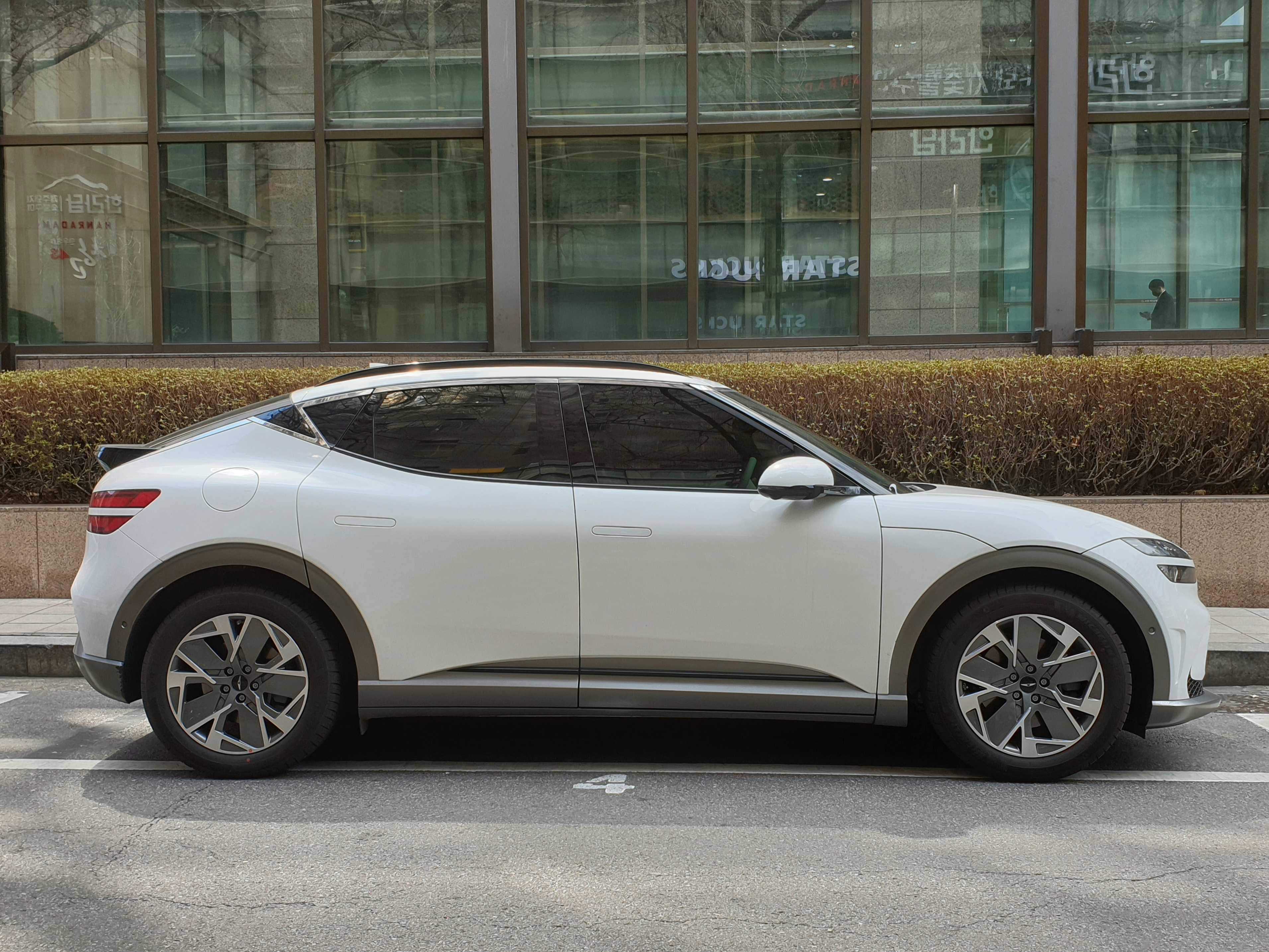
Genesis GV60 – sylwetka

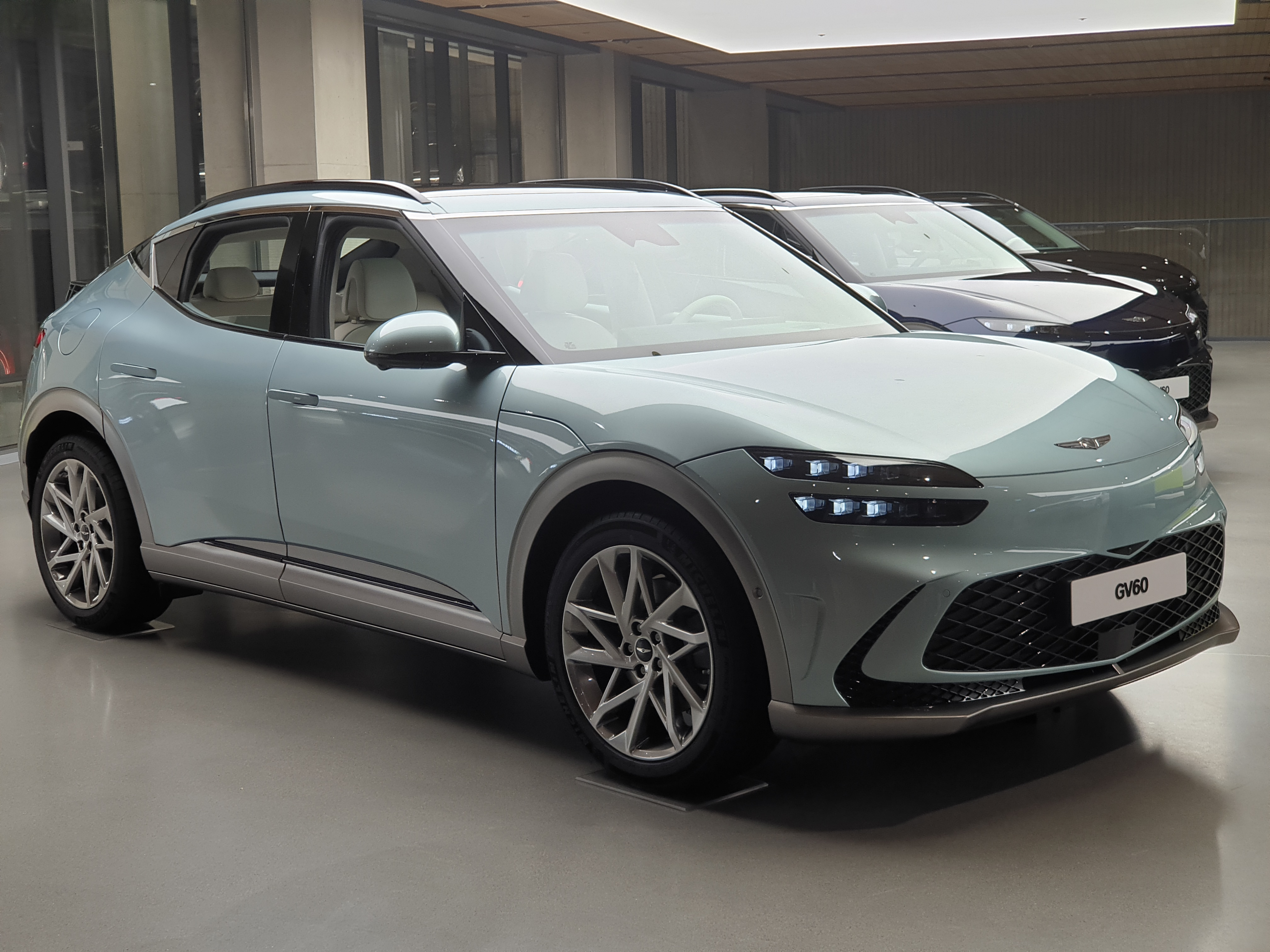
Genesis GV60 u dealera

Prace rozwojowe nad pierwszym zbudowanym od podstaw samochodem elektrycznym marki Genesis wkroczyły w zaawansowany etap w sierpniu 2020 roku, gdy rozpoczęły się testy zamaskowanych przedprodukcyjnych prototypów. Samochód roboczo otrzymał nazwę Genesis JW pochodzącą od kodu fabrycznego. Testy odbywały się zarówno na terenie Europy, jak i Korei Południowej.
W lutym 2021 roku pojawiły się pierwsze informacje dotyczące nazwy, pod którą samochód trafi do produkcji i sprzedaży, które ostatecznie potwierdziły się w sierpniu, gdy w internecie przedstawiono oficjalne zdjęcia oraz wstępne informacje na temat wyposażenia pojazdu. Genesis GV60 opracowany został na płycie podłogowej E-GMP koncernu Hyundai Motor Group, współdzieląc nią z przedstawionymi wcześniej innymi w pełni elektrycznymi crossoverami w postaci Kii EV6 i Hyundaia Ioniq 5.
Pod kątem wizualnym Genesis GV60 utrzymany został w awangardowym języku stylistycznym południowokoreańskiej marki premium autorstwa Luca Donckerwolke'a, charakteryzując się motywem podwójnej kreski w reflektorach i lampach tylnych. Charakterystyczny wlot powietrza o strzelistym kształcie dla odmiany zyskał jednak mniejszy, niż w spalinowych modelach, kształt, będąc osadzonym niżej w celu zapewnienia optymalnego chłodzenia zestawowi baterii.
Linia dachu opada łagodnie, nawiązując do samochodów typu coupe. Pojazd wyposażono także w opcjonalne kamery zamiast bocznych klasycznych lusterek z obrazem przekazywanym na wyświetlacze umieszczone na krawędziach drzwi, z kolei schowane w drzwiach klamki wysuwają się po zbliżeniu do nich dłoni.
Kabina pasażerska utrzymana została w cyfrowo-minimalistycznym wzornictwie, wykończoną mieszanką skóry i aluminium. Zegary zastąpił kolorowy wyświetlacz, tworzący jeden panel z centralnie umieszczonym ekranem dotykowym systemu multimedialnego. W centralnym tunelu z pustą przestrzenią pomiędzy nim a kokpitem umieszczono m.in. charakterystyczny selektor trybów jazdy o nazwie Crystal Sphere. Przyjął on formę obracającej się kuli.

### Technologia
Genesis GV60 wyposażony został w szereg dedykowanych i zaawansowanych rozwiązań technicznych, którymi wyróżnia się spośród tańszych konstrukcji Hyundaia i Kii. Pojazd charakteryzuje się m.in. możliwością funkcji bezprzewodowego ładowania, co opracowane zostało we współpracy z amerykańską firmą WiTricity. Uzupełnianie stanu akumulatorów bez podłączania do przewodów dostępne jest z mocą do 11 kW.
Topowa odmiana GV60 wyposażona w dwa silniki elektryczne dostępna jest z funkcją „drift”, a także dyferencjałem o ograniczonym uślizgu, co zgodnie z nazwą funkcji pozwala na wyczynową jazdę w kontrolowanym poślizgu typową dotychczas dla konwencjonalnych pojazdów spalinowych. Kierujący może na życzenie skorzystać także z funkcji electric-Active Sound Design, która poza niwelowaniem hałasów z zewnątrz może także generować sztuczny dźwięk imitujący pracę tradycyjnego silnika spalinowego zależny od prędkości i siły nacisku pedału gazu.

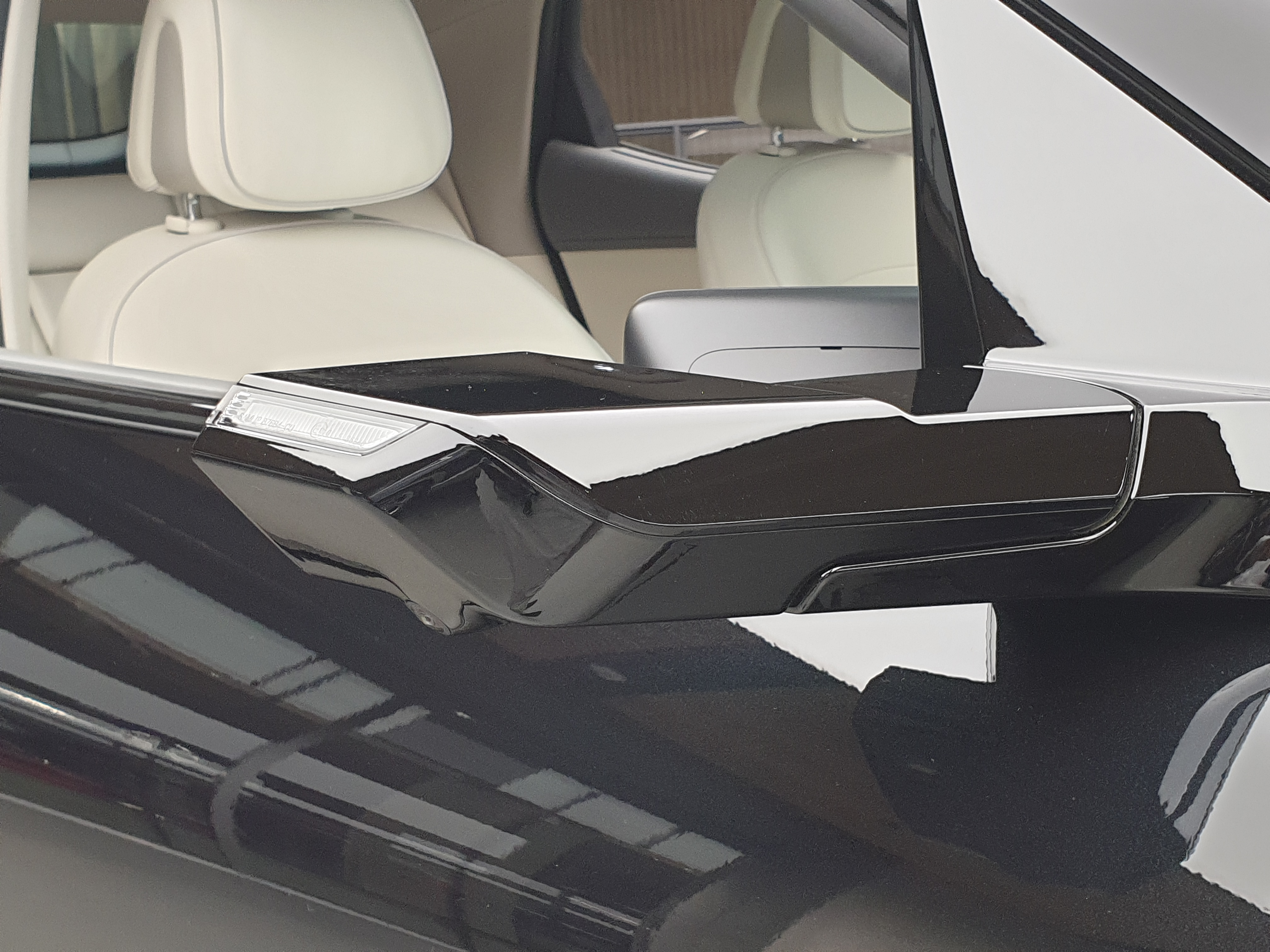
Genesis GV60 – kamery boczne

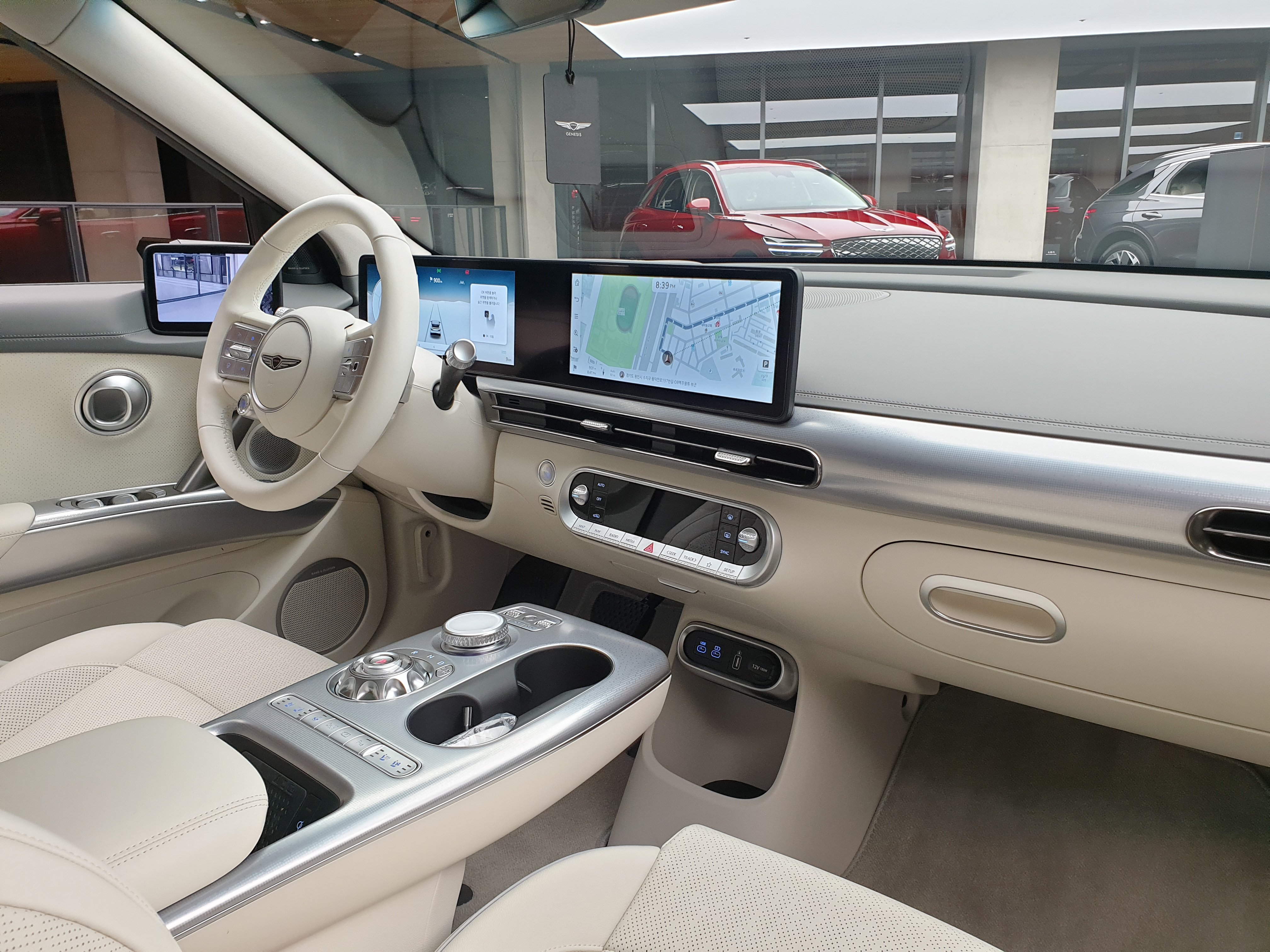
Genesis GV60 – kokpit

### Sprzedaż
Po przedstawieniu wstępnych informacji w sierpniu 2021 roku, 2 września odbyła się oficjalna prezentacja samochodu podczas transmitowanego w internecie wydarzenia. Genesis GV60 został zbudowany z myślą o rynku południowokoreańskim, jak i europejskim, gdzie w wyselekcjonowanych krajach będzie odbywać się jego dystrybucja.

### Dane techniczne
| Zasięg (WLTP)                   | 451 km    | 451 km    | 451 km    | 350 km    | 350 km    | 350 km    | 400 km    | 400 km    | 400 km    | 370 km    | 370 km    | 370 km    |           |           |           |           |           |           |           |           |
| Przyśpieszenie od 0 do 100 km/h | 8,5 s     | 8,5 s     | 8,5 s     | 7,5 s     | 7,5 s     | 7,5 s     | 7,5 s     | 7,5 s     | 7,5 s     | 4 s       | 4 s       | 4 s       |           |           |           |           |           |           |           |           |
| Moc                             | 228 KM    | 228 KM    | 228 KM    | 318 KM    | 318 KM    | 318 KM    | 318 KM    | 318 KM    | 318 KM    | 435 KM    | 435 KM    | 435 KM    |           |           |           |           |           |           |           |           |
| Moment obrotowy                 | 350 Nm    | 350 Nm    | 350 Nm    | 605 Nm    | 605 Nm    | 605 Nm    | 605 Nm    | 605 Nm    | 605 Nm    | 605 Nm    | 605 Nm    | 605 Nm    |           |           |           |           |           |           |           |           |
| Prędkość maksymalna             | 260 km/h  | 260 km/h  | 260 km/h  | 260 km/h  | 260 km/h  | 260 km/h  | 260 km/h  | 260 km/h  | 260 km/h  | 260 km/h  | 260 km/h  | 260 km/h  | 260 km/h  | 260 km/h  | 260 km/h  | 260 km/h  | 260 km/h  | 260 km/h  | 260 km/h  | 260 km/h  |
| Prędkość ładowania              | Do 350 kW | Do 350 kW | Do 350 kW | Do 350 kW | Do 350 kW | Do 350 kW | Do 350 kW | Do 350 kW | Do 350 kW | Do 350 kW | Do 350 kW | Do 350 kW | Do 350 kW | Do 350 kW | Do 350 kW | Do 350 kW | Do 350 kW | Do 350 kW | Do 350 kW | Do 350 kW |